# Jorge Ayala
Jorge "Rivi" Ayala-Rivera (Cali, 1957) es un ex sicario y traficante colombiano de la líder del Cartel de Medellín, Griselda Blanco.
Confesó haber participado en 29 asesinatos durante la llamada "Guerra contra la Cocaína" en Miami, Estados Unidos y presuntamente estuvo involucrado en otros 12 asesinatos.
Fue sentenciado a cadena perpetua con la posibilidad de libertad condicional después de 25 años.

## Primeros años
Jorge Ayala nació en Cali, Colombia pero creció en Chicago. Hablaba un inglés perfecto y nació con una voz aguda y distintiva.
Mientras vivía en Chicago, comenzó como mecánico de automóviles para su padre en General Motors. Pronto se convirtió en uno de los ladrones de autos más grandes de la ciudad, robando autos para las tiendas de Chicago. Como trabajo paralelo, también trabajó para traer inmigrantes al país desde México.
Ayala fue llevado por primera vez a Miami en 1979 por un trabajo que le requería transportar un camión lleno de cocaína desde Chicago a Miami. Al llegar con el envío, terminó decidiendo vivir en el estado. Ayala comenzó su carrera criminal aquí simplemente estremeciendo a la gente como sicario de "poco tiempo".

## Trabajando para Blanco y el Cartel de Medellín
Ayala fue considerado el principal sicario de Griselda Blanco. Dirigió una pequeña tripulación que lo ayudó a llevar a cabo varios delitos. El hermano de Rivi, Alonso Ayala, también trabajó como sicario para Blanco.

## Asesinatos
Ayala se declaró culpable de 3 asesinatos en 1993, pero se cree que fue responsable de otros 36 asesinatos durante la Guerra de Drogas en Miami (1979-1986). 

### Johnny "Johnnie" Castro
En 1982, Griselda Blanco ordenó a Ayala matar a Jesús "Chucho" Castro, un antiguo sicario. Según George Cadavid, un detective de homicidios de la policía de Miami, quería que Castro muriera después de que lo contrataran para proteger a un proveedor de drogas, pero se negó a cumplir una orden no especificada. Sin embargo, Ayala afirma que Blanco quería a Castro muerto supuestamente por un delito contra uno de sus hijos.
El atentado contra Castro ocurrió el 6 de febrero de ese mismo año. Esa tarde, Miguelito Pérez y Jorge Ayala se dirigieron al costado del vehículo de Jesús Castro, mientras estaba detenido en un semáforo en rojo, y dispararon con una ametralladora con silenciador.Jesús Castro resultó ileso pero los disparos mataron accidentalmente a su hijo de 2 años, Johnny. Los sicarios no sabian que el pequeño estaba presente en el automóvil con su padre. Ayala fue acusado de homicidio del pequeño Johnny Castro en agosto de 1988.

### Alfredo y Grizel Lorenzo
Por orden de Griselda Blanco, Ayala y su grupo mataron a la pareja de narcotraficantes Alfredo y Grizel Lorenzo en su casa del sur de Miami el 26 de mayo de 1982. El doble asesinato fue el resultado aparente de un envío de cocaína que la pareja había recibido de Blanco, pero no pudo pagarle. Según Ayala, Griselda Blanco había ordenado originalmente el asesinato de todos en la casa, pero se aseguró de que los niños de Alfredo y Grizel Lorenzo no sufrieran daños. 

## Asesinatos adicionales
- Se dice que Jorge Ayala mató a 11 miembros de la pandilla de Luis Mejía en la ciudad de Nueva York durante el verano de 1981, así como al padre de Mejía, Octavio Mejía, en Miami ese mismo año.[11][19]
- Ayala dijo una vez a los fiscales estatales que en 1981 aceptó un pago de $50.000 por matar a un hombre para Blanco mientras su hijo de 3 años, Michael, estaba en la habitación.[21]

## Aprehensión policial
Jorge Ayala fue arrestado en relación con un robo a un banco en Chicago. Fue durante este tiempo que las autoridades también estaban buscando al mejor sicario de Griselda Blanco, a quien solo conocían con el nombre de "Riverita". Poco después de su captura, se dieron cuenta de que él era el asesino que habían estado buscando.

## Juicio y sentencia
Jorge Ayala se declaró culpable en 1993 de tres asesinatos y fue sentenciado a cadena perpetua, con la posibilidad de libertad condicional después de 25 años. Había testificado contra Griselda Blanco para evitar la pena de muerte. Si es liberado, Ayala será deportado a Colombia.

## En la cultura popular
- Rivi aparece en los documentales sobre Griselda Blanco; Cocaine Cowboys, Cocaine Cowboys 2 e Griselda (miniserie)